# لابر
لابر (به آلمانی: Laaber) یک شهر در آلمان است که در بایرن واقع شده‌است.

## خصوصیات
لابر ۲۸٫۷۸ کیلومترمربع مساحت دارد ۴۰۲ متر بالاتر از سطح دریا واقع شده‌است.